# NGC 734
NGC 734 je galaksija u zviježđu Kit.

## Vanjske poveznice
- SEDS: NGC 734